# 센다이역 (가고시마현)
센다이역(일본어: 川内駅 센다이에키[*])은 일본 가고시마현 사쓰마센다이시에 위치한 규슈 여객철도 소속의 철도역이며, 규슈 신칸센의 정차역이자, 히사쓰 오렌지 철도의 종착역이자 시발역이다. 같은 이름인 도호쿠 신칸센 센다이역과는 별계의 역이다.

## 승강장
| 1·2   | ■ 가고시마 본선      | (하행) | 이주인 · 가고시마 중앙 방면       |
| 3     | ■ 히사쓰 오렌지 철도 | (상행) | 이즈미 방면                       |
| 4     | ■ 히사쓰 오렌지 철도 | (상행) | 이즈미 방면                       |
| 4     | ■ 히사쓰 오렌지 철도 | (하행) | 구마노조 · 가고시마 중앙 방면     |
| 11·12 | 규슈 신칸센          | (상행) | 구마모토 · 하카타 · 신오사카 방면 |
| 13    | 규슈 신칸센          | (하행) | 가고시마 중앙 방면                |

## 인접 역
| 규슈 여객철도 규슈 신칸센               | 규슈 여객철도 규슈 신칸센   | 규슈 여객철도 규슈 신칸센        |
| --------------------------------------- | --------------------------- | -------------------------------- |
| 이즈미 하카타 방면                      | ■ 규슈 신칸센               | 가고시마 중앙 가고시마 중앙 방면 |
| 규슈 여객철도 가고시마 본선             |                             |                                  |
| 시·종착역                               | ■ 특급 "센다이 익스프레스"  | 구마노조 가고시마 중앙 방면      |
| 가미센다이 이즈미 방면                  | ■ 쾌속 "오션 라이너 사쓰마" | 구시키노 가고시마 중앙 방면      |
| 가미센다이 이즈미 방면                  | 보통                        | 구마노조 가고시마 중앙 방면      |
| 히사쓰 오렌지 철도 히사쓰 오렌지 철도선 |                             |                                  |
| 가미센다이 이즈미 방면                  | 쾌속 "오션 라이너 사쓰마"   | 구시키노 가고시마 중앙 방면      |
| 가미센다이 이즈미 방면                  | 보통                        | 구마노조 가고시마 중앙 방면      |